# Черняевка (Пензенская область)
 Черняевка  — опустевшая деревня Никольского района Пензенской области. Входит в состав Ильминского сельсовета.

## География
Находится в северо-восточной части Пензенской области на расстоянии приблизительно 33 км на запад-северо-запад по прямой от районного центра города Никольск на правом берегу Суры.

## История
Основана помещиком в первой половине XIX века. В 1911 году — 112 дворов, лавка. В 1955 году центральная усадьба колхоза «Путь к коммунизму». В 2004 году — 1 хозяйство.

## Население
Численность населения: 539 человек (1864 год), 509 (1877), 724 (1912), 887 (1930), 555 (1959), 152 (1979), 73 (1989), 46 (1996). Население составляло 12 человек (русские 100 %) в 2002 году, 0 в 2010.